# 重新挪用

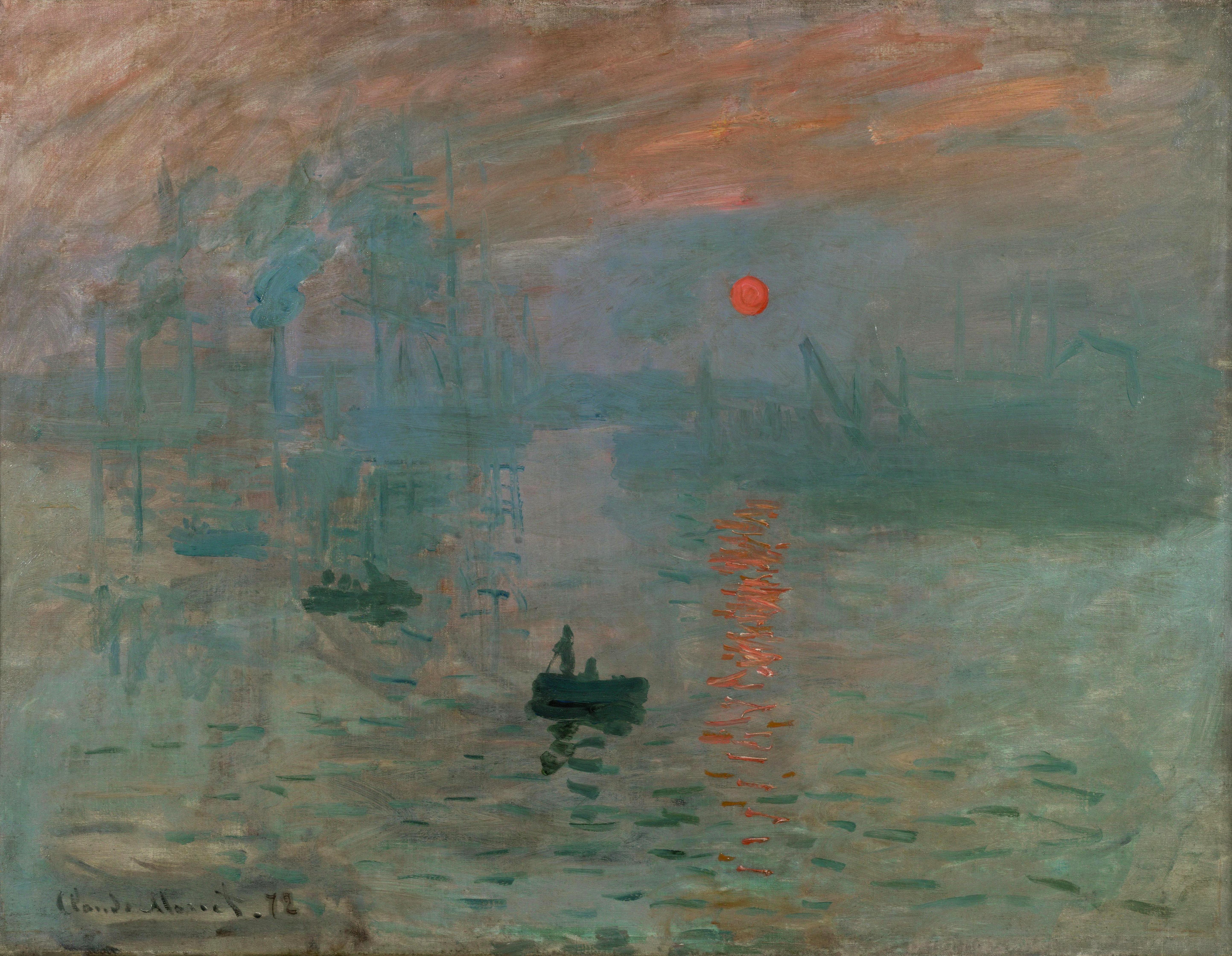
法國畫家克劳德·莫奈的《印象·日出》在1872年被嘲讽为“印象派”，但该术语随后成为艺术运动“印象派”的名称，画家也开始将自己视为“印象派”

在语言学中，重新挪用、重新利用或重新意义化是一个群体重新使用先前以他人贬损该群体（即自己）的方式使用的词语或物件的文化过程。它是语义变化（即词义的改变）的具体形式。语言回收在话语领域有更广泛的含义，并且被描述为个人或社会政治赋权。